# Ambil
Ambil, englisch Ambil Island, ist eine philippinische Insel im Südchinesischen Meer. Sie liegt etwa 2 km östlich der Insel Lubang, getrennt von dieser durch den Ambil Pass.

## Geographie
Die hügelige Insel ist vulkanischen Ursprungs. Mount Benagongon, der höchste Punkt in der Inselmitte, liegt bei 750 m über Meeresniveau. Ambil Island ist dicht bewachsen und die Mittlere der Lubang-Inseln. Der kleine Hauptort Tabao liegt an der Westküste.

## Verwaltung
Mit dem Südteil der Insel Lubang und der weiter südlich gelegenen Insel Golo bildet Ambil die Gemeinde Looc (Municipality of Looc) in der philippinischen Provinz Occidental Mindoro.